# Amblypneustes leucoglobus
Amblypneustes leucoglobus is een zee-egel uit de familie Temnopleuridae.
De wetenschappelijke naam van de soort werd in 1914 gepubliceerd door Ludwig Döderlein.